# Urvillers
Urvillers ist eine französische Gemeinde mit 688 Einwohnern (Stand: 1. Januar 2022) im Département Aisne in der Region Hauts-de-France (vor 2016: Picardie); sie gehört zum Arrondissement Saint-Quentin und zum Kanton Ribemont. Die Einwohner werden Urvillerois genannt.

## Geografie
Die Gemeinde Urvillers liegt etwa sechs Kilometer südlich von Saint-Quentin auf einem Plateau zwischen den Flüssen Aisne und Somme. Durch die Gemeinde führen die Autoroute A26 und die autobahnartig ausgebauten Straßen D1 und D1044. Nachbargemeinden von Urvillers sind Gauchy im Norden, Neuville-Saint-Amand im Norden und Nordosten, Itancourt im Nordosten und Osten, Berthenicourt im Osten und Südosten, Alaincourt im Südosten, Cerizy im Süden, Benay im Süden und Südwesten, Essigny-le-Grand im Südwesten und Westen sowie Grugies im Nordwesten. Im Nordwesten der Gemeinde Urvillers stehen drei Windkraftanlagen.

## Bevölkerungsentwicklung
| Jahr                       | 1962 | 1968 | 1975 | 1982 | 1990 | 1999 | 2006 | 2012 | 2022 |
| Einwohner                  | 528  | 539  | 545  | 650  | 623  | 594  | 596  | 616  | 688  |
| Quellen: Cassini und INSEE |      |      |      |      |      |      |      |      |      |

## Sehenswürdigkeiten

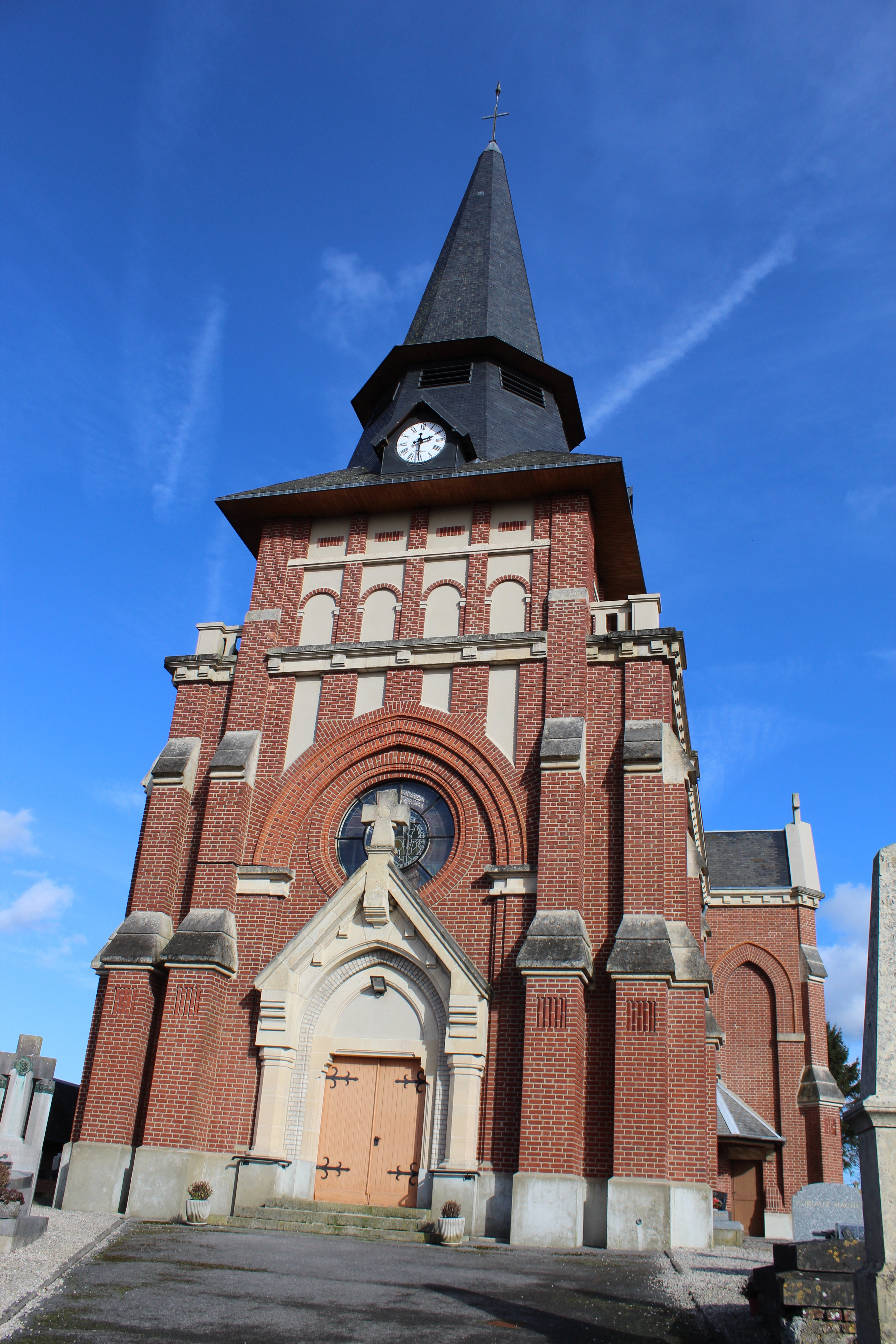
Kirche Saint-Rémi
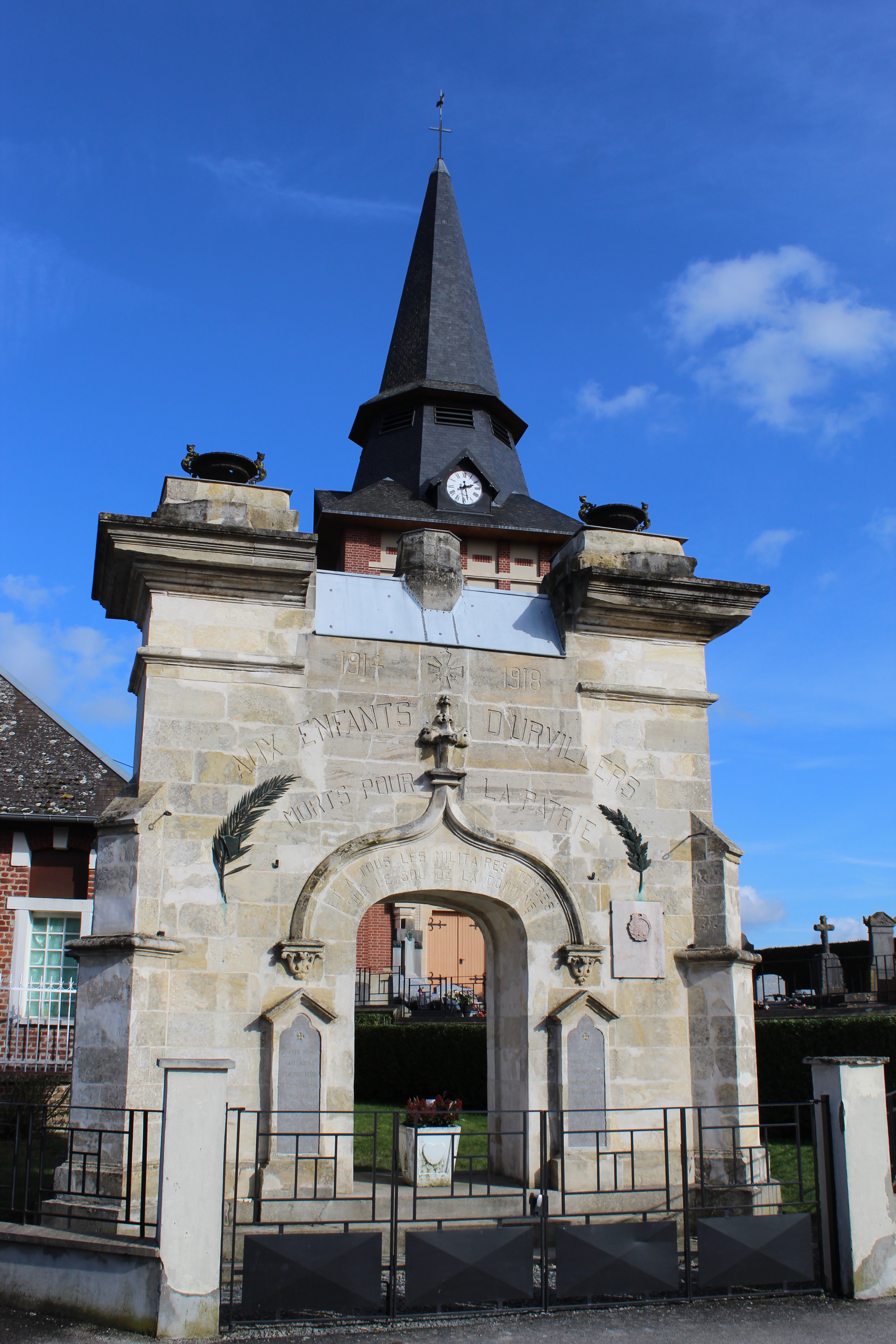
Gefallenendenkmal

- Kirche Saint-Rémi
- Gefallenendenkmal